# Mastacomys fuscus
Mastacomys fuscus là một loài động vật có vú trong họ Chuột, bộ Gặm nhấm. Loài này được Thomas mô tả năm 1882.

## Hình ảnh

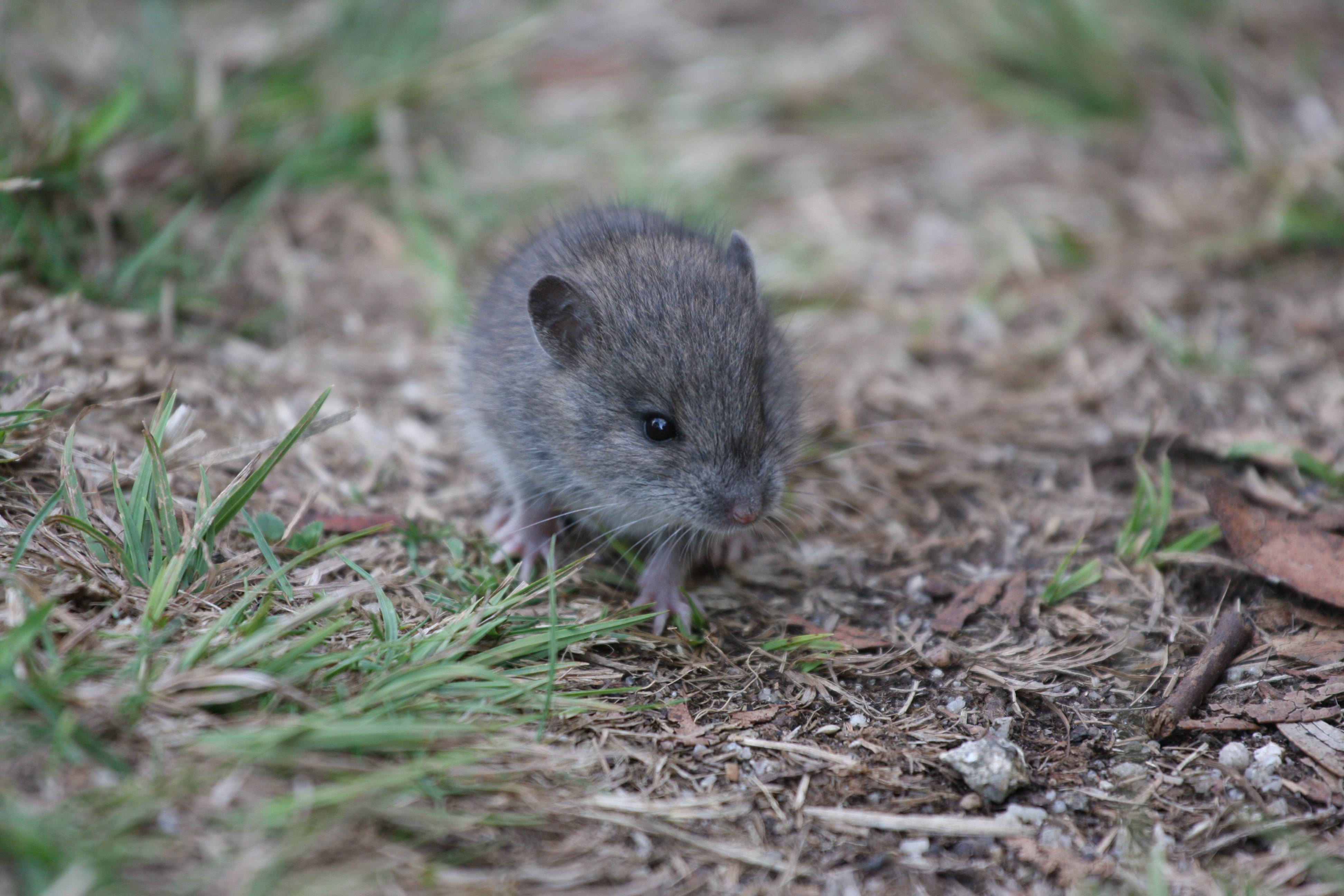
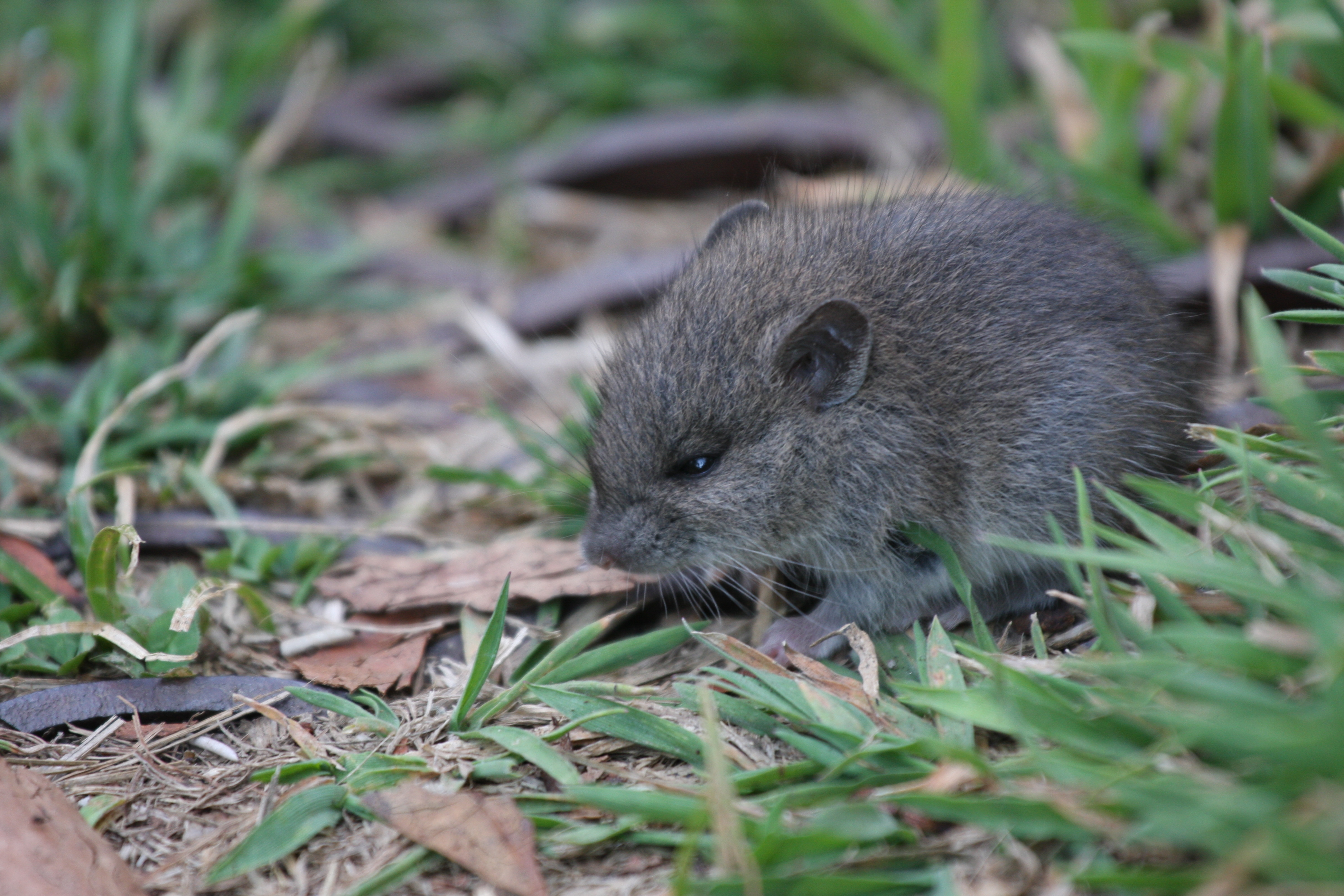